# Jody Maginley
Jody Maginley (* 7. Juni 1995 in Saint John’s) ist ein antiguanischer Tennisspieler. Er ist der erfolgreichste Tennisspieler seines Landes und der einzige mit einem Ranking in der Rangliste.

## Persönliches
Jody Maginley ist Sohn von John Maginley, der ebenfalls Tennisspieler war und als Politiker tätig ist.

## Karriere
Maginley ging auf die Laurel Springs School. Er spielte zwischen 2010 und 2013 auf der ITF Junior Tour ohne dort relevante Erfolge zu erzielen. In der Junioren-Rangliste erreichte er mit Platz 864 seine höchste Notierung.
Er studierte zwischen 2013 und 2016 an der Northern Kentucky University, wo er auch im College Tennis aktiv war.
Bei den Profis spielte er nach seinem Studium im Jahr 2017 das erste Mal. Schnell lag sein Fokus vor allem auf dem Doppel, im Einzel schaffte er nur einmal ein Viertelfinale der ITF Future Tour zu erreichen. Von Jahr zu Jahr steigerte er sich im Doppel. Ende 2023 hatte er bereits sechs Future-Titel im Doppel erreicht und stand kurz vor dem Sprung unter die Top 500 der Doppel-Weltrangliste. 2024 gewann er vier weitere Titel und schaffte den Sprung auf Platz 390, wodurch er häufiger bei Challengers an den Start gehen konnte. An der Seite des US-Amerikaners Alfredo Perez gelang ihm zunächst den Einzug ins Halbfinale von San Diego und anschließend der erstmalige Gewinn eines Challengers in Morelos als erstem Sportler seines Landes. Mit Rang 260 ist er der am höchsten notierte Spieler der Karibik.
Seit 2017 spielt Maginley für die Davis-Cup-Mannschaft von Antigua und Barbuda. Mit einer Bilanz von 26:19 ist er Rekordspieler seines Landes. Niemand gewann mehr Matches als er. Auf der Kontinentalebene war sein größter Erfolg das Erreichen des Halbfinals bei den Zentralamerika- und Karibikspielen 2018 im Doppel.

## Erfolge
| Legende (Anzahl der Siege) |
| Grand Slam                 |
| ATP Finals                 |
| ATP Tour Masters 1000      |
| ATP Tour 500               |
| ATP Tour 250               |
| ATP Challenger Tour (1)    |

### Doppel

#### Turniersiege
| Nr. | Datum         | Turnier | Belag | Partner       | Finalgegner              | Ergebnis          |
| --- | ------------- | ------- | ----- | ------------- | ------------------------ | ----------------- |
| 1.  | 6. April 2025 | Morelos | Sand  | Alfredo Perez | Finn Reynolds James Watt | 7:5, 6:75, [10:8] |